# Војислав Максимовић
Војислав Максимовић (Цвилин код Фоче, 4. август 1935 — Београд, 27. август 2024) био је српски прозни писац, есејиста, историчар књижевности и библиотекарства, професор емеритус, члан Академије наука и умјетности Републике Српске. Члан је првог сазива Сената Републике Српске. На засједању Скупштине српског народа у БиХ, 9. јануара 1992. године прочитао је одлуку о проглашењу Републике Српског народа у БиХ.

## Биографија
Рођен је у Цвилину (Јошаница у Старој Херцеговини), који су у то вријеме били у саставу Зетске бановине. Отац му се звао Јован а мајка Роса. Током Другог свјетског рата није могао да похађа школу, тако да је завршио у родном мјесту послије рата. Нижу реалну гимназију је завршио у Фочи (1947—1950), након чега уписује гимназију. У школској години 1952/53. власти административном одлуком прекидају његово школовање у гимназији у Фочи, ради чега исте године уписује шести разред Друге мушке гимназије у Београду. Идуће године се уписује у Другу мушку гимназију у Сарајеву, гдје завршава седми и осми разред и полаже велику матуру. У школској години 1955/56. уписује књижевност на Филозофском факулту у Београду, а идуће године прелази на Филозофски факултет у Сарајеву. Дипломирао је 1960, након чега се вратио у Фочу и запослио на Радничком универзитету као руководилац једне катедре. За главног уредника листа „Дринске новости“ је изабран 1962. Радио је и као професор књижевности у Учитељској школи у Фочи, након чега је изабран за главног уредника листа „Маглић“ у Фочи. На мјесту директора Опште библиотеке у Фочи је радио од 1967. до 1969. Био је и посланик Просвјетно-културног вијећа Савезне скупштине Југославије у Београду. Један је од покретача и први главни уредник часописа Мостови у Пљевљима. Из Савеза комуниста Југославије је искључен 26. маја 1969, након чега напушта родни крај. Крајем 1969. се запошљава на Институту за изучавање југословенске књижевности на Филозофском факултету у Сарајеву, гдје је почео да пише докторску дисертацију на тему живота и књижевног дјела Јована Кршића (1898—1941). Бавио се истраживањем у библиотекама и архивима у Југославији и Чехословачкој, након чега је 5. јуна 1975. на Филозофском факултету у Сарајеву одбранио докторску дисертацију. Након дисертације је постао доцент на Одсјеку за општу књижевност и библиотекарство. Прво је стекао звање ванредног, а 1984. је постао редовни професор. Био је члан редакције часописа „Живот“ и „Израз“. Писао је за велики број листова од којих су неки: Задругар, Одјек, Ослобођење, Преглед, Лица, Дијалог, Спектар, Мале новине, Наши дани, Годишњак Института за језик и књижевност, Библиотекарство, Ловачки лист, Просвјетни лист, Политика, Борба, Дрварски гласник, Библиотекар, Књижевне новине, Књижевна критика, Путеви (Бања Лука), Кораци (Крагујевац), Градина и Литера (Ниш), Багдала (Крушевац), Стварање, Овдје и Просвјетни рад (Титоград), Дневник (Нови Сад), Провинција (Шабац), Стремљења и Нови свет (Приштина), Одзиви (Бијело Поље) и Бразде (Бијељина). Године 1987. је именован за члана Уређивачког одбора Српске библиографије, Књиге 1868–1944, у припреми стручног тима Народне библиотеке Србије у Београду. У периоду од 1980/81. до 1983/84. предавао је Библиографију на Катедри за библиотекарство и информатику Филолошког факултета у Београду.
Са групом српских интелектуалаца обновио је 1990. године Српско просвјетно и културно друштво Просвјета које је укинуто 1947. Исте године је изабран за првог председника Главног одбора и Друштва након однове. Након првих вишестраначких избора у Југославији, обављао је дужност председника клуба посланика Српске демократске странке у скупштини СР БиХ. Сарајево је напустио у априлу 1992. Од 1992. до 1998. био је посланик и председник Клуба посланика у Народној скупштини Републике Српске. Био је ректор Универзитета у Српском Сарајеву од септембра 1992. до 15. априла 2000. Био је председник одбора за оснивање Духовне академије светог Василија Биографија Острошког у Србињу (отворена 14. октобра 1994). Био је предсједник скупштине Српског Сарајева од априла 1994. до почетка 1996. Члан је Савјета часописа „Нова зора“. Члан је Удружења књижевника Српске од 1993. и Удружења књижевника Србије од 2000. Године 1996. је изабран за члана Сената Републике Српске. За дописног члана Академије наука и умјетности Републике Српске је изабран 27. јуна 1997, а за редовног 21. јуна 2004. Носилац је највећих одликовања Републике Српске: Ордена Републике Српске са лентом и Ордена Немањића. У пензију је отишао 2003. Сенат Универзитета у Источном Сарајеву му је 25. марта 2009. додијелио звање професора-емеритуса. Живео је у Београду.
Преминуо је 27. августа 2024. године у Београду.

## Награде и признања
- Диплома „Лимских вечери поезије“ у Прибоју, 1988.[3]
- Митровданска повеља за изузетна остварења у области библиографије, 2010.[6]
- Награда Владимир Ћоровић, 2003. за студију Митрополит Сава Косановић (1839—1903).[3]
- Награда Шушњар, 1997.[3]
- Награда „Свети Сава“, 1997. за књигу Вук и сљедбеници.[3]
- Награда Лаза Костић 1995. за књигу Понешто.[3]
- Награда „Драгојло Дудић“ 1990. за роман Нојево племе.[3]
- Награда изавачког предузећа „Свјетлост“, 1972.
- Награда града Пљеваља, 1971.
- 27. јулска награда СРБиХ
- 6. априлска награда града Сарајева, 1971.
- Споменица Српског просвјетног и културног друштва „Просвјета“ за немјерљив допринос у раду и угледу Друштва, у Билећи. 27. јуна 2012.[7]
- Златна значка Културно-просветне заједнице Србије
- Златна значка Културно-просветне заједнице Србије, 1993.[3]
- Орден Немањића, 1996.[3]
- Орден Републике Српске са лентом, 1994.[3]
- Орден братства и јединства са сребреним вијенцем, 1975.[3]

## Дела

### Романи
- Од уста до уста, роман
- Заводишта, роман, Сарајево (1971)
- Будна браћа, роман
- Нојево племе, роман, Пале (2019)

### Есеји
- Виђења Босне, есеји, Пљевља (1970),
- Некада и сада, есеји, (1973)
- Нека пресуди вријеме, есеји, (1978)
- Испред свог доба, есеји, Сарајево (1980),
- Мотиви и форме, есеји
- И намјерно и узгредно, есеји, (1981)
- Простори и појаве, есеји, (1989)
- Путописна и мемоарска литература, есеји, (1991)
- Вук и сљедбеници, есеји, (1997)
- Старина и савременост, есеји, (1999)
- Поводи и разлози, есеји
- Основе теорије библиографије са примјерима,

### Остало
- Јован Кршић, докторска дисертација
- У времену српског буђења, говори и интервјуи
- Митрополит Сава Косановић (1839—1903), студија, (2003)
- Понешто, поетска проза
- Васо Пелагић, монографија, (2001)
- Поднебља, пјесме
- До дана данашњег, проза
- Основа теорије библиографије, Београд (1987)
- Стазе и кругови, Београд (2016)